# Comuna Șukaivoda, Hrîstînivka
Șukaivoda (în ucraineană Шукайвода) este o comună în raionul Hrîstînivka, regiunea Cerkasî, Ucraina, formată din satele Șukaivoda (reședința) și Viktorivka.

## Demografie
Componența lingvistică a comunei Șukaivoda
     Ucraineană (97,55%)
     Rusă (2,22%)
Conform recensământului din 2001, majoritatea populației comunei Șukaivoda era vorbitoare de ucraineană (97,55%), existând în minoritate și vorbitori de rusă (2,22%).